# Christian Oelsner
Christian Fritz Oelsner (* 25. Februar 1934 in Freiberg; † 9. Januar 2023) war ein deutscher Geophysiker und Hochschullehrer.

## Leben
Christian Oelsner legte 1952 in Freiberg das Abitur ab, danach studierte er Geophysik an der Bergakademie Freiberg. 1957 erwarb er das Diplom. Er arbeitete anschließend in den Abteilungen Gravimetrie und Seismik des VEB Geophysik Leipzig und nahm 1960 eine Stelle als wissenschaftlicher Assistent bei Otto Meißer an der Bergakademie Freiberg an. Nach seiner Promotion im Jahr 1964 wirkte er zwei Jahre lang als wissenschaftlicher Arbeitsleiter an der Freiberger Außenstelle des Instituts für Geodynamik Jena. 1966 ging er an die Bergakademie zurück. 1970 habilitierte er sich zum Dr. rer. nat. habil. und 1982 wurde er außerordentlicher Dozent. Im Jahr 1991 berief ihn die Bergakademie zum außerplanmäßigen Professor für Angewandte Geophysik, und 1992 wurde er ordentlicher Professor neuen Rechts. Zwischen 1990 und 1994 wirkte Oelsner als Dekan des Fachbereiches Geowissenschaften. Von 1991 bis zu seiner Emeritierung im Jahr 2000 leitete er das Institut für Geophysik.
Christian Oelsner war sportlich sehr aktiv, u. a. als Bergsteiger und Skifahrer. Mehrfach nahm er am Wasalauf und am König-Ludwig-Lauf teil. Er starb 89-jährig am 9. Januar 2023.

## Veröffentlichungen (Auswahl)
- Schlagseismische Untersuchungen unter Tage zur Bestimmung physikalischer Eigenschaften des Gebirges in situ. Dissertation, Bergakademie Freiberg, 1965 (Digitalisat)
- Geothermische Oberflächenprospektion mittels IR-Strahlungstemperaturen. Habilitationsschrift, Bergakademie Freiberg, 1970